# Frank Habineza
Frank Habineza (* 22. února 1977 Mityana) je rwandský politik, předseda opoziční Rwandské demokratické strany zelených. 
Narodil se v Ugandě v rodině rwandských uprchlíků. Vystudoval Rwandskou národní univerzitu. Byl aktivní v environmentalistických organizacích, pracoval na ministerstvu životního prostředí a přispíval do listů Rwanda Herald a Rwanda Newsline. Stal se členem Global Greens, Africké federace zelených a Mezinárodního fóra pro povodí Nilu. V srpnu 2009 založil Rwandskou demokratickou stranu zelených. O rok později byl nedaleko Butaré zavražděn místopředseda strany André Kagwa Rwisereka. Habineza marně usiloval o vyšetření případu, pak v obavách o vlastní život emigroval do Švédska, kde získal politický azyl. V roce 2012 se vrátil do Rwandy a dosáhl úřední registrace své strany. Jeho programem bylo omezení výdajů na armádu, investice do ochrany životního prostředí, podpora zemědělství, boj s nezaměstnaností a propuštění politických vězňů. V roce 2018 byl zvolen poslancem a zelení se stali vedle Rwandské vlastenecké fronty jedinou parlamentní stranou. Dvakrát byl Habineza protikandidátem Paula Kagameho v prezidentských volbách, v obou případech nezískal podle oficiálních výsledků ani jedno procento hlasů.